# Claws Mail
Claws Mail – darmowy, otwarty klient poczty elektronicznej i grup dyskusyjnych. Powstał w wyniku forkowania programu Sylpheed. Jego pierwsza wersja ukazała się w roku 2001. Program Claws Mail bazuje na bibliotece GTK+ i został napisany w języku C. Dostępny jest dla większości systemów operacyjnych.

## Udogodnienia
Claws Mail dostarcza wielu udogodnień, między innymi obsługuje:
- szukanie i filtrowanie,
- bezpieczeństwo (podpisy GPG, połączenia szyfrowane SSL, antyphishing),
- importowanie/eksportowanie pomiędzy standardowymi formatami listów elektronicznych,
- zewnętrzny edytor,
- szablony,
- tzw. zwijanie cytowań,
- ustawianie preferencji dla każdego katalogu osobno,
- awatary w standardzie X-Face,
- konfigurowalne paski narzędziowe,
- obsługę graficznych tematów,
- wtyczki.

## Wtyczki
Funkcjonalność Claws Mail może zostać rozszerzona przez użycie wtyczek, na przykład:
- antyspamu (SpamAssassin, Bogofilter),
- czytnika RSS,
- przeglądarek HTML (Dillo, GtkHtml2, Fancy HTML Viewer),
- ikony zasobnika systemowego (system tray),
- obsługę diod LED niektórych laptopów,
- obsługę formatu mailbox,
- różnych wtyczek powiadomień,
- filtrowania perlowego,
- rozbudowany organizer (vCalendar),
- parser TNEF umożliwiający odczyt załączników typu „aplikacja/ms-tnef”,
- narzędzie archiwizacji folderów kont – IMAP, POP lub lokalnych – jak również folderów vCalendar (Mail Archiver).